# Svenska Klubben i Tammerfors
Svenska Klubben i Tammerfors är en förening i Tammerfors. Enligt dess stadgor är klubbens uppgifter att
- verka för kulturell, ekonomisk och politisk upplysning
- utgöra en sammanhållande länk för den svensktalande befolkningen i Tammerfors med omnejd
- genom upprätthållandet av en klubblokal bereda sina medlemmar tillfälle till sammankomster och sällskapligt umgänge.

Ytterligare är klubben är en central lokal för att fira den årliga Svenska veckan. Klubbens verksamheter äger rum i samma stället där finns också Tammerfors Nordens hus.
Klubben grundades år 1884 under namnet Tammerfors Konversationsklubb men bytte namnet till det nuvarande år 1940.